# 阿部隆人
阿部 隆人（あべ たかひと、1960年 - ）は日本の作曲家。国立音楽大学卒。

## 来歴
国立音楽大学卒業後はシステムエンジニアになるが、独自に作曲の勉強を続け、1986年に独立。ゲーム制作会社の日本ファルコムが発売したRPG『ロマンシア』や『ザナドゥ・シナリオII』、『太陽の神殿 アステカII』等の作曲を手がける。
また、クラシックコンサート・CM・映画音楽CDの編曲や、専門学校・音楽大学の臨時講師を務める傍ら、ハドソンの『凄ノ王伝説』などの作曲も手がけた。
1995年以降は、TVCMやプラネタリウム番組ディレクター、音楽大学にある研究機関のマルチメディアデータベース開発などを手がける。シンセサイザーの第一人者。

## 作品

### ゲーム
- ザナドゥ・シナリオII（1986年、日本ファルコム）[1]
- 太陽の神殿 アステカII（1986年、日本ファルコム）[2]
- ロマンシア（1986年、日本ファルコム）[3]
- 凄ノ王伝説（1989年、ハドソン）
- 鋼 HAGANE（英語版）（1994年、ハドソン）